# 16bit Sensation
16bit Sensation: Watashi to Minna ga Tsukutta Bishōjo Game é um mangá conceitualizado por Misato Mitsumi, Tatsuki Amazuyu e Tamiki Wakaki e ilustrado por Wakaki. Foi lançado primeiramente como um dōjinshi na Comiket em dezembro de 2016; a Kadokawa Shoten comoceu a publicá-lo em volumes de tankobon em setembro de 2020, e o mangá tinha dois volumes lançados até setembro de 2023. Uma adaptação para anime de TV intitulada 16bit Sensation: Another Layer, com produção do estúdio Silver, estrará em outrubro de 2023.

## Personagens
Konoha Akisato (秋里 コノハ, Akisato Konoha)
Voz de: Aoi Koga
Mamoru Rokuda (六田 守, Rokuda Mamoru)
Voz de: Atsushi Abe
Kaori Shimoda (下田 かおり, Shimoda Kaori)
Voz de: Ayako Kawasumi
Meiko Uehara (上原 メイ子, Uehara Meiko)
Voz de: Yui Horie

## Formatos

### Mangá
Ilustrado por Tamiki Wakaki, e com história de Misato Mitsumi e Tatsuki Amazuyu, o mangá é baseado nas suas experiências na desenvolvedora Aquaplus. 16bit Sensation foi distribuído pela primeira vez como um dōjinshi na Comiket em 31 de dezembro de 2016. A Kadokawa Shoten começou a publicar o mangá em volumes tankōbon em 14 de setembro de 2020. Até setembro de 2023, dois volumes já haviam sido lançados.

#### Lista de volumes
| N.º | Data de lançamento     | ISBN              |
| --- | ---------------------- | ----------------- |
| 1   | 14 de setembro de 2020 | 978-4-04-109755-7 |
| 2   | 6 de novembro de 2021  | 978-4-04-111605-0 |

### Anime
Foi anunciado em dezembro de 2022 que o mangá receberia uma adaptação em anime. Posteriormente a Aniplex anunciou na AnimeJapan que tratava-se de uma série de TV intitulada 16bit Sensation: Another Layer. A obra será animada pelo estúdio Silver e contará com a direção de Takashi Sakuma, com uma história original escrita por Tatsuya Takahashi and Wakaki, designs de personagem por Masakatsu Sakaki, e trilha sonora composta por Yashikin. A série está programada para estrear em otuubro de 2023. A música da opening, "65535", é interpretada por Shoko Nakagawa.